# Jan X (patriarcha Antiochii)
Jan X, imię świeckie Juhanna Jazidżi (ur. 1 stycznia 1955 w Latakii) – syryjski duchowny prawosławny, 158. prawosławny patriarcha Antiochii, obrany na urząd w 2012.

## Życiorys
Pochodzi z pobożnej rodziny prawosławnej z Latakii. Jego brat, w monasterze Paweł, również jest prawosławnym biskupem. Jest absolwentem uniwersytetu Tiszrin w Latakii na kierunku inżynieria lądowa. W 1978 uzyskał licencjat w dziedzinie teologii prawosławnej w Instytucie św. Jana Damasceńskiego na Uniwersytecie w Balamand. W 1979 został wyświęcony na diakona przez metropolitę Latakii Jana. Ten sam hierarcha udzielił mu święceń kapłańskich w 1983. Pięć lat później obronił pracę doktorską na uniwersytecie w Salonikach. Specjalizuje się w liturgice, swoją dysertację doktorską poświęcił sakramentowi chrztu. W 1981 ukończył także studia w zakresie muzyki liturgicznej. Był wykładowcą liturgiki od 1981, zaś od 1988 do 1991 pełnił obowiązki dziekana instytutu. W 2001 został przełożonym monasteru Matki Bożej w Balamand z godnością igumena.
W 1993 założył nową wspólnotę mniszą św. Jerzego w Humeira i do 2005 był jej przełożonym. W klasztorze utworzył szkołę kształcącą kandydatów do kapłaństwa. W 1995 został wyświęcony na biskupa Pyrgau. Trzy lata później został ordynariuszem eparchii Europy Zachodniej i Środkowej. Jest autorem szeregu publikacji z dziedziny liturgiki, muzyki cerkiewnej i sakramentologii.
17 grudnia 2012, po śmierci patriarchy Ignacego IV, został wybrany na jego następcę. Uroczysta intronizacja odbyła się 10 lutego 2013.

## Odznaczenia
W czasie pobytu w Polsce, otrzymał 16 sierpnia 2016 doktorat honoris causa Chrześcijańskiej Akademii Teologicznej w Warszawie.
Order Księcia Jarosława Mądrego I klasy – Ukraina.